# San Jose Lasers 1998-1999
La stagione 1998-99 delle San Jose Lasers fu la 3ª nella ABL per la franchigia.
Le San Jose Lasers erano al secondo posto nella Western Conference con un record di 9-6 al momento del fallimento della lega.

## Roster
| N° | Naz.                   | Ruolo | Sportivo             | Anno | Alt. | Peso |
| -- | ---------------------- | ----- | -------------------- | ---- | ---- | ---- |
|    | Stati Uniti (bandiera) | G     | Jennifer Azzi        | 1968 | 173  | 65   |
|    | Stati Uniti (bandiera) | AC    | Clarissa Davis       | 1967 | 185  | 75   |
|    | Stati Uniti (bandiera) | G     | Anna DeForge         | 1975 | 178  | 73   |
|    | Stati Uniti (bandiera) | G     | LaToya Doage         | 1975 | 167  | 62   |
|    | Stati Uniti (bandiera) | C     | Katryna Gaither      | 1975 | 191  | 77   |
|    | Stati Uniti (bandiera) | G     | Kedra Holland-Corn   | 1974 | 173  | 59   |
|    | Stati Uniti (bandiera) | A     | Pam Hudson           | 1968 | 180  | 63   |
|    | Mozambico (bandiera)   | AC    | Clarisse Machanguana | 1976 | 196  | 82   |
|    | Stati Uniti (bandiera) | GA    | Sheri Sam            | 1974 | 183  | 73   |
|    | Stati Uniti (bandiera) | A     | Charlotte Smith      | 1975 | 178  | 66   |

## Staff tecnico
Allenatore: Angela Beck